# Бібліотека № 119 для дітей (Київ)
Бібліотека № 119 для дітей — бібліотека для дітей в Деснянському районі міста Києва в мікрорайоні Лісовий масив. Заснована в липні 1971 року. Розташована за адресою — вулиця Кубанської України, 22
Розташована на першому поверсі житлового будинку. Площа приміщення становить 118 кв. метрів. У бібліотеці розташовані два відділи обслуговування: абонемент і читальний зал, працює Wi-Fi зона. Бібліотека обслуговує дітей дошкільного віку, учнів 1-9-х класів, вихователів дитячих закладів, учителів та батьків.
Фонди бібліотеки на 01.01.2016 нараховують 16,5 тисяч примірників.